# Eduardo de la Iglesia
Eduardo Franto de la Iglesia Schuffeneger (Viña del Mar, 16 de marzo de 1981) es un actor y presentador de televisión chileno.

## Biografía
Estudió Teatro y Comunicación Escénica en el Duoc UC de Viña del Mar. En paralelo trabajó en UCV Televisión, donde estuvo desde enero de 2000 hasta diciembre de 2004. Entre los programas que condujo estuvieron Hora libre y una de las últimas temporadas de Pipiripao a dupla con Lorna Soler.
Actuó en algunos capítulos del programa El día menos pensado y Mea culpa Carlos Pinto. 
A partir de 2005 se radicó en Santiago y comenzó a trabajar en Canal 13, donde estuvo por ocho años en diversas funciones, principalmente detrás de cámara, hasta que en 2009 asumió la conducción de 3×3.
En mayo de 2013 comenzó a trabajar en canal 3TV, pero todo acabó luego de una crisis económica que pasaba el holding Copesa que impidió que el proyecto de canal de televisión saliera a la luz. En enero de 2014, comenzó a trabajar en el canal La Red, donde fue presentador de los programas Mañaneros, Así somos y Hola Chile.
En febrero de 2023, renunció a La Red. En marzo de ese mismo año, anunció su llegada a la señal de cable Vía X.
En enero de 2025, de la Iglesia anunció su salida de Vía X para sumarse a Chilevisión, en particular al matinal Contigo en la mañana.

## Filmografía

### Series y miniseries
| Año  | Título                   | Papel                                                         | Canal      |
| ---- | ------------------------ | ------------------------------------------------------------- | ---------- |
| 2002 | Más que amigos           |                                                               | Canal 13   |
| 2002 | El día menos pensado     | Joven en la calle en Cap.4 "El Ángel del Amor" Temporada 2002 | TVN        |
| 2003 | Mujer: Rompe el silencio |                                                               | Mega       |
| 2003 | Mea culpa                | Robin                                                         | TVN        |
| 2020 | Breicok                  | Claudio Alberti                                               | Telecaribe |

### Programas
| Año           | Programa             | Papel       | Canal          |
| ------------- | -------------------- | ----------- | -------------- |
| 2001-2003     | Pipiripao            | Coanimador  | UCV Televisión |
| 2004          | Hora libre           | Presentador | UCV Televisión |
| 2005          | Tarde libre          | Notero      | Canal 13       |
| 2008-2013     | El tiempo            | Presentador | Canal 13       |
| 2009-2013     | 3×3                  | Presentador | Canal 13       |
| 2014-2016     | Así somos            | Presentador | La Red         |
| 2014-2016     | Mañaneros            | Presentador | La Red         |
| 2016-2022     | Hola Chile           | Presentador | La Red         |
| 2020-2021     | Hola millones        | Presentador | La Red         |
| 2023          | Tiempos violentos    | Presentador | Vía X          |
| 2024          | Todo va a estar bien | Presentador | Vía X          |
| 2025-presente | Contigo en la mañana | Panelista   | Chilevisión    |